# Aïn Touila (distrito)
Aïn Touila é um distrito localizado na província de Khenchela, Argélia, e cuja capital é a cidade de mesmo nome. A população total do distrito era de 20 307 habitantes, em 2008.

## Comunas
O distrito é composto por duas comunas:
- Aïn Touila
- M'Toussa